# لولینا
لوئیز مارسلو موریس هملین دوس ریس (به پرتغالی: Luiz Marcelo Morais Hamlyn dos Reis) مهاجم اهل برزیل است که در شهر Mauá, ایالت سائوپائولو و در تاریخ ۱۰ آوریل ۱۹۹۰ به دنیا آمده‌است.
لولینا در تیم‌های فوتبال کورینتیانس ،Estoril Praia، اولهاننزه، Bahia, Ceará سابقهٔ حضور دارد. این بازیکن همچنین در سال، ۲۰۰۷ – ۲۰۰۸ برای، Brazil U-17 به میدان رفته‌است